# Ruby Tuesday
Ruby Tuesday è un brano musicale del gruppo rock britannico The Rolling Stones pubblicato nel 1967 e inserito nella versione statunitense dell'album Between the Buttons. Nel Regno Unito non fu invece compresa nel disco e uscì solo come lato B del singolo Let's Spend the Night Together/Ruby Tuesday.
Il singolo raggiunse il 1º posto nella classifica degli Stati Uniti e il 3º in quella britannica. Nel 2004 la rivista Rolling Stone collocò il pezzo al 303º posto nella sua lista delle 500 migliori canzoni di tutti i tempi.

## Descrizione
È incerta la paternità del pezzo: sebbene sulla copertina del disco sia accreditata a Mick Jagger e Keith Richards, Marianne Faithfull nella sua autobiografia sostenne che la canzone era stata composta da Richards e Brian Jones; dal canto suo, invece, il bassista Bill Wyman nel suo libro Rolling with the Stones attribuì la canzone al solo Richards.
Ad ogni modo, in un'intervista a Rolling Stone Keith Richards dichiarò di aver composto la canzone in una stanza di hotel a Los Angeles nel 1966. Disse inoltre che il soggetto della canzone era una groupie da lui conosciuta; il pezzo è incentrato infatti su una figura femminile descritta come uno "spirito libero".
La canzone è cantata da Jagger, mentre al contrabbasso sono Bill Wyman e Keith Richards, il chitarrista Brian Jones vi suona invece il flauto dolce e il pianoforte.
Una versione dal vivo del pezzo fu inclusa nell'album del 1991 Flashpoint.

## Formazione
Mick Jagger: voce, tamburello
Keith Richards: chitarra acustica a 12 corde, basso, contrabbasso (archetto), cori
Brian Jones: flauto dolce, pianoforte, cori
Bill Wyman: contrabbasso (diteggiatura)
Charlie Watts: batteria

## Cover
La canzone ebbe moltissime reinterpretazioni da parte degli artisti più disparati; fra i tanti musicisti che ne incisero o ne arrangiarono una propria versione, vi sono stati Janis Joplin, i Corrs, che la inclusero nei loro live, Melanie Safka, Emilíana Torrini, Kenny Rogers, Don Williams, Rod Stewart, la band Hard rock Nazareth il gruppo svizzero Gotthard e gli Scorpions, Crosby, Stills & Nash. In italiano ne esiste una del 1967 (Rubacuori), del gruppo I Profeti con testo di Mogol e quella di Franco Battiato, il cui rifacimento del pezzo, contenuto nell'album Fleurs, fu anche utilizzato all'interno della colonna sonora del film del 2006 I figli degli uomini. Esiste anche una versione in italiano di Richard Anthony del 1967 Rubacuori (Columbia Records, SCMQ 7059), inserita nell'album del 1993 The girl from Ipanema (EMI France, 7890122).